# Xã North Randall, Quận Thomas, Kansas
Xã North Randall (tiếng Anh: North Randall Township) là một xã thuộc quận Thomas, tiểu bang Kansas, Hoa Kỳ. Năm 2010, dân số của xã này là 85 người.